# FK Pirmasens
FK Pirmasens is een Duitse voetbalclub uit Pirmasens en werd op 5 juni 1903 opgericht. Van 1919 tot 1963 speelde de club met enkele korte onderbrekingen steeds in de hoogste klasse.

## Geschiedenis
De club werd opgericht als FC Pirmasens en in 1905 splitste SK 1905 Pirmasens zich van de club af en sloot in 1919 weer bij de club aan maar splitste zich datzelfde jaar weer af en is het huidige SG 05 Pirmasens. In 1925 nam de club zijn huidige naam aan.
Na de Eerste Wereldoorlog speelde de club voor het eerst in de hoogste klasse, van de nieuwe Saarcompetitie. Na één seizoen werd de club echter overgeheveld naar de Paltscompetitie, die na één seizoen opging in de Rijncompetitie. De competitie bestond aanvankelijk uit vier reeksen en werd over twee seizoenen teruggebracht naar één reeks. FK werd in het eerste seizoen tweede achter FC Phönix Ludwigshafen en overleefde ook de tweede schifting door vierde te worden. De volgende jaren eindigde de club in de middenmoot. In 1925/26 werd de club laatste, maar bleef van degradatie gespaard door een competitie-uitbreiding en herstelde zich het volgende jaar met een vijfde plaats. In 1927 werd de Saarcompetitie heringevoerd en werd Pirmasens hiernaar overgeheveld. Door een gedeelde tweede plaats in 1928/29 maakte FK nog kans op de eindronde, maar verloor in de play-offs van SC Saar 05 Saarbrücken en 1. FC 1907 Idar. Dan werd de club vier keer op rij kampioen en plaatste zich telkens voor de eindronde, waar ze echter nooit enige rol van betekenis konden spelen.
In 1933 kwam de NSDAP aan de macht in Duitsland en herstructureerde de hele competitie. De Gauliga Südwest werd ingevoerd als een van de zestien nieuwe hoogste divisies en als kampioen was Pirmasens vanzelfsprekend geplaatst. Met de aanwezigheid van clubs uit Frankfurt en Offenbach werd de concurrentie groter, maar toch slaagde FK erin om drie jaar op rij vicekampioen te worden. Hierna belandde de club in de middenmoot en zou in 1938/39 zelfs gedegradeerd zijn ware het niet dat de competitie om oorlogsredenen uitgebreid werd naar twee reeksen. In 1942 trok de club zich terug na een 0:26 nederlaag tegen 1. FC Kaiserslautern omdat de club veel spelers kwijtraakte in de oorlog.
Na WOII werd de Oberliga Südwest ingevoerd als een van de 5 hoogste klassen. In het eerste seizoen werd de club zesde en moest dan naar de Landesliga Westpfalz. Daar werd de club kampioen en keerde terug naar de Oberliga. De volgende jaren eindigde de club telkens in de subtop. In 1953/54 werd FK zelfs vicekampioen, met één punt achterstand op 1. FC Kaiserslautern. Pirmasens telde 51 punten op 60 wat in vele andere jaren volstond voor de titel, maar Kaiserslautern telde net één punt meer en had ook heel wat spelers in de rangen die later dat jaar de wereldtitel zouden binnen halen met het nationale elftal.
Na drie plaatsen in de betere middenmoot werd de club voor het eerst kampioen in 1957/58 en plaatste zich zo voor de eindronde om de landstitel. In een groep met Hamburger SV, 1. FC Nürnberg en 1. FC Köln werd de club derde. De titel werd het jaar erop verlengd en in in de eindronde werd FK opnieuw derde, nu in een groep met Eintracht Frankfurt, 1. FC Köln en Werder Bremen. Na een derde opeenvolgende titel werd de club nu laatste in een groep met Werder Bremen, 1. FC Köln en Tasmania 1900 Berlin. De volgende drie seizoenen eindigde de club nog in de top drie.
In 1963 werd de Bundesliga opgericht. Ondanks de goede noteringen van de laatste jaren werden enkel 1. FC Kaiserslautern en 1. FC Saarbrücken toegelaten tot de Bundesliga, wat op hevig verzet stuitte van Borussia VfB Neunkirchen en FK Pirmasens, die nu in de Regionalliga moesten gaan spelen. In het eerste seizoen werd de club vicekampioen en nam deel aan de eindronde om promotie met Hannover 96, KSV Hessen Kassel en Alemannia Aachen. Na een 6 op 9 heenronde leek de promotie binnen handbereik, maar de terugwedstrijden werden allemaal verloren. Na een teleurstellende zevende plaats werd de club in 1966 kampioen. In de promotieronde stond FK tegen Fortuna Düsseldorf, Hertha BSC en Kickers Offenbach. Na enkele speeldagen nam de club de leiding en na verlies op de vijfde speeldag stond FK samen eerste met Fortuna, maar had een slechter doelsaldo. Op de laatste speeldag won Pirmasens met 2:1 van Hertha, terwijl Fortuna met 5:1 won van Offenbach en promoveerde. Na enkele subtopplaatsen werd de club tweede in 1970. In een groep met vijf clubs kon Pirmasens nu enkel tegen FC Hertha 03 Zehlendorf winnen en werd laatste. Het volgende seizoen werd opnieuw de tweede plaats behaald en in de eindronde eindigde de club gedeeld tweede met ruime achterstand op VfL Bochum. De volgende drie jaar eindigde de club nog in de subtop en kwalificeerde zich in 1974 voor de 2. Bundesliga die nu de tweede klasse werd.
In de 2. Bundesliga werd in het eerste jaar een 2de plaats behaald. De 2. Bundesliga bestond nu nog uit twee reeksen en de nummers twee uit beide reeksen bekampten elkaar voor een derde ticket naar de Bundesliga. Hier verloor Pirmasens van Bayer 05 Uerdingen. De volgende jaren ging het echter slechter met de club. In 1977 stond de degradatie op de 33ste speeldag al vast, maar doordat Röchling Völklingen geen licentie kreeg bleef de club gespaard, een jaar later degradeerde de club echter.
Hierna speelde de club dan in de Oberliga Südwest, nu de derde klasse, en werd hier een vaste waarde. Tot 1991 eindigde de club steevast in de top tien, maar in 1992 volgde een degradatie. Ook in de Verbandsliga eindigde FK op een degradatieplaats en belandde in de Landesliga. De club werd hier derde, maar door de invoering van de Regionalliga als derde klasse werd de Landesliga nog maar de zesde klasse waardoor de club eigenlijk voor het derde jaar op rij een niveau lager moest spelen. In 1995 werd de club kampioen en promoveerde voor het eerst in bijna vijftig jaar nog eens. Twee jaar later keerde de club terug naar de Oberliga. In 1999 dwong de club promotie af naar de Regionalliga, maar werd daar een jaar later slachtoffer van hervormingen en belandde weer in de Oberliga. Na meerdere plaatsen in de middenmoot werd FK in 2006 nog eens kampioen, maar kon ook nu het behoud niet verzekeren in de Regionalliga. In 2014 promoveerde de club naar de Regionalliga, waar de club drie seizoenen speelde. In 2018 promoveerde de club opnieuw.

## Erelijst
Kampioen Saar
1930, 1931, 1932, 1933
Oberliga Südwest
1958, 1959, 1960

## Eindklasseringen vanaf 1964 (grafisch)
- 1964 2e
Regionalliga
- 1965 7e
Regionalliga
- 1966 1e
Regionalliga
- 1967 6e
Regionalliga
- 1968 3e
Regionalliga
- 1969 4e
Regionalliga
- 1970 2e
Regionalliga
- 1971 2e
Regionalliga
- 1972 6e
Regionalliga
- 1973 3e
Regionalliga
- 1974 8e
Regionalliga
- 1975 2e
2. Bundesliga
- 1976 14e
2. Bundesliga
- 1977 18e
2. Bundesliga
- 1978 20e
2. Bundesliga
- 1979 2e
Oberliga
- 1980 2e
Oberliga
- 1981 4e
Oberliga
- 1982 4e
Oberliga
- 1983 3e
Oberliga
- 1984 5e
Oberliga
- 1985 6e
Oberliga
- 1986 10e
Oberliga
- 1987 6e
Oberliga
- 1988 8e
Oberliga
- 1989 4e
Oberliga
- 1990 4e
Oberliga
- 1991 9e
Oberliga
- 1992 17e
Oberliga
- 1993 18e
Niveau 4
- 1994 2e
Niveau 5
- 1995 1e
Niveau 6
- 1996 10e
Verbandsliga
- 1997 1e
Verbandsliga
- 1998 8e
Oberliga
- 1999 2e
Oberliga
- 2000 17e
Regionalliga
- 2001 8e
Oberliga
- 2002 7e
Oberliga
- 2003 13e
Oberliga
- 2004 12e
Oberliga
- 2005 10e
Oberliga
- 2006 1e
Oberliga
- 2007 17e
Regionalliga
- 2008 10e
Oberliga
- 2009 3e
Oberliga
- 2010 2e
Oberliga
- 2011 2e
Oberliga
- 2012 3e
Oberliga
- 2013 8e
Oberliga
- 2014 1e
Oberliga
- 2015 14e
Regionalliga
- 2016 13e
Regionalliga
- 2017 14e
Regionalliga
- 2018 2e
Oberliga
- 2019 9e
Regionalliga
- 2020 16e
Regionalliga
- 2021 14e
Regionalliga
- 2022 18e
Regionalliga
- 2023 3e
Oberliga
- 2024 3e
Oberliga
- 2025 3e
Oberliga

- Niveau 2
- Niveau 3
- Niveau 4
- Niveau 5
- Niveau 6

| Legenda niveautijdlijn | Legenda niveautijdlijn      | Legenda niveautijdlijn      | Legenda niveautijdlijn      | Legenda niveautijdlijn    | Legenda niveautijdlijn |
| Liga                   | Seizoen 1963/64 t/m 1973/74 | Seizoen 1974/75 t/m 1993/94 | Seizoen 1994/95 t/m 2007/08 | Seizoen 2008/09 tot heden | Opmerking              |
| ---------------------- | --------------------------- | --------------------------- | --------------------------- | ------------------------- | ---------------------- |
| Bundesliga             | Niveau I                    | Niveau I                    | Niveau I                    | Niveau I                  |                        |
| 2. Bundesliga          | --                          | Niveau II                   | Niveau II                   | Niveau II                 |                        |
| 3. Liga                | --                          | --                          | --                          | Niveau III                |                        |
| Regionalliga           | Niveau II                   | --                          | Niveau III                  | Niveau IV                 |                        |
| Oberliga               | --                          | Niveau III *                | Niveau IV                   | Niveau V                  | * vanaf 1978/79        |